# Ричланд (Орегон)
Вижте пояснителната страница за други значения на Ричланд.
Ричланд (на английски: Richland) е град в окръг Бейкър, щата Орегон, САЩ. Ричланд е с население от 147 жители (2000) и обща площ от 0,2 km². Намира се на 680,01 m надморска височина. ЗИП кодът му е 97870, а телефонният му код е 541.